# Bazhou (Langfang)
Bazhou léase Ba-Zhóu (en chino simplificado, 霸州市; pinyin, Bàzhōu shì) es una municipio  bajo la administración directa de la ciudad-prefectura de Langfang. Se ubica en la provincia de Hebei, este de la República Popular China. Su área es de 784 km² y su población total para 2010 fue más de 600 mil habitantes.

## Administración
El municipio de Bazhou se divide en 13 pueblos que se administran en 1 subdistrito, 9 poblados y 3 villas.